# Čučice
Čučice är en ort i Tjeckien.   Den ligger i regionen Södra Mähren, i den sydöstra delen av landet, 170 km sydost om huvudstaden Prag. Čučice ligger 322 meter över havet och antalet invånare är 413.
Terrängen runt Čučice är huvudsakligen platt, men österut är den kuperad. Runt Čučice är det ganska tätbefolkat, med 172 invånare per kvadratkilometer. Närmaste större samhälle är Oslavany, 4,5 km öster om Čučice. Trakten runt Čučice består till största delen av jordbruksmark.